# Qingdao Olympic Sailing Center
Qingdao Olympic Sailing Center (tidl. Qingdao International Sailing Center) er en sejlsportsmarina ved den kinesiske storby Qingdao i provinsen Shandong ca. 350 km sydøst for Beijing.
Sejlsportscentret er anlagt på det areal, hvor Beihai Skibsværft tidligere lå.
Marinaen og sejlsportscentret blev udvalgt som centrum for konkurrencerne i sejlsport under Sommer-OL 2008. Marinaen er udbygget med moleanlæg, hvorfra der er gode muligheder for at følge sejladser på banerne ude i Fushan Bugten ud for Qingdao.

## Eksterne links
- Qingdao Olympic Sailing Center – fra The Official Website of the Beijing 2008 Olympic Games Arkiveret 18. august 2008 hos  Wayback Machine

36°03′25″N 120°23′10″Ø / 36.0569°N 120.3861°Ø